# Маколей, Лоуренс
Лоуренс Маколей (англ. Lawrence MacAulay; род. 9 сентября 1946, Сент-Питерс Бэй) — канадский политик, член Либеральной партии, министр сельского хозяйства и продовольствия (2015—2019, 2023—2025).

## Биография
21 ноября 1988 года был впервые избран в Палату общин от Либеральной партии в округе Кардиган на Острове Принца Эдуарда и неизменно сохранял за собой этот мандат без перерывов в течение десятилетий.
11 июня 1997 года впервые вошёл в структуры исполнительной власти, получив портфель министра труда в правительстве Жана Кретьена.
В 1998 году после скандальной отставки Энди Скотта Кретьен произвёл серию кадровых перемещений в своём Кабинете, в числе прочих мер назначив Маколея генеральным солиситором.
23 октября 2002 года, настаивая на своей невиновности, ушёл в отставку с должности генерального солиситора Канады из-за обвинений в конфликте интересов за поддержку в 1999 году плана выделения федеральным правительством средств на развитие подведомственного властям Острова Принца Эдуарда Холланд-колледжа, готовившего персонал для пенитенциарной системы (президентом колледжа являлся родной брат Лоуренса Маколея — Алекс).
19 октября 2015 года состоялись новые выборы, по итогам которых либералы вернулись к власти, а Маколей победил в своём округе девятый раз подряд, более чем втрое обойдя по количеству голосов сильнейшего из соперников — консерватора Джулиуса Паткая (Julius Patkai).
4 ноября 2015 года Лоуренс Маколей получил портфель министра сельского хозяйства и продовольствия при формировании нового либерального правительства Джастина Трюдо.
1 марта 2019 года вступил в должность министра по делам ветеранов.
20 сентября 2021 года прошли досрочные парламентские выборы, по итогам которых Маколей одержал в своём округе очередную победу, теперь с результатом 50,8 % — его ближайшим преследователем оказался Уэйн Фелан (Wayne Phelan) от консерваторов, которого поддержали 31 % избирателей.
26 октября 2021 года был приведён к присяге новый состав правительства Трюдо по итогам выборов, в котором Маколей сохранил прежний министерский портфель.
26 июля 2023 года вновь стал министром сельского хозяйства в кабинете Трюдо.
14 марта 2025 года при формировании правительства Карни не получил никакого назначения.